# 23日
23日（にじゅうさんにち）は、暦上の各月における23日目である。
各月の23日については下記を参照。
- 1月23日 - 1月23日 (旧暦)
- 2月23日 - 2月23日 (旧暦)
- 3月23日 - 3月23日 (旧暦)
- 4月23日 - 4月23日 (旧暦)
- 5月23日 - 5月23日 (旧暦)
- 6月23日 - 6月23日 (旧暦)
- 7月23日 - 7月23日 (旧暦)
- 8月23日 - 8月23日 (旧暦)
- 9月23日 - 9月23日 (旧暦)
- 10月23日 - 10月23日 (旧暦)
- 11月23日 - 11月23日 (旧暦)
- 12月23日 - 12月23日 (旧暦)

## 記念日・年中行事
- ふみの日（ 日本）
郵政省（現在の日本郵政グループ）が1979年3月に制定。「ふ(2)み(3)」の語呂合せ。
- 歩民（府民）の日（ 日本 京都府）[要出典]
京都府の「新しい歴史に向かって走ろう府民運動推進協議会」が1968年に制定。「ふ(2)みん(3)」の語呂合せ。[要出典]
- 歩民デー（ 日本 京都府）
1988年開催の第43回国民体育大会（京都国体）を機に、京都府の府民運動推進協議会が制定。現在は実施されていない[1]。
- 天麩羅の日（ 日本）
元々大暑の日（7月23日ごろ）が「天麩羅の日」となっていたものを、毎月の記念日とした。
- 乳酸菌の日（ 日本）
カゴメ株式会社が制定。「にゅう(2)さん(3)」の語呂合せ。
- 国産小ねぎ消費拡大の日（ 日本）
福岡・大分・佐賀・高知・宮城各県のJA全農県本部で作る「小ねぎ主産県協議会」が制定。11月23日を「小ねぎ記念日」としていたのを毎月に拡大したもの。
- セガの日（ 日本）
セガが制定。由来は不明。